# Korrespondenskommitté
Korrespondenskommittéer (engelska: committee of correspondence) var skuggregeringar organiserade av ledarna för de tretton kolonierna, på tröskeln in i den amerikanska revolutionen. Genom att sprida sina planer mellan kolonierna samordnades aktioner mot Storbritannien och genom kommittéerna höll man varandra och utländska regeringar ajour angående Storbritanniens förehavanden. Man samlade oppositionen under gemensamt baner och la upp planerna för kollektiva aktioner. År 1774-1775 ersatte dessa skuggregeringar de koloniala lagstiftarna och kungliga tjänstemännen. Marylands korrespondenskommitté var viktig för skapandet av den första kontinentala kongressen som möttes i Philadelphia.
Kommittéerna bildade ett nätverk som sedermera kom att bli en formell politisk samordning mellan kolonierna.